# Piłka ręczna na Letnich Igrzyskach Olimpijskich 2020 – turniej kobiet
Turniej olimpijski w piłce ręcznej kobiet podczas XXXII Letnich Igrzysk Olimpijskich w Tokio odbył się w dniach od 25 lipca do 8 sierpnia 2021 roku. Do rywalizacji przystąpiło dwanaście drużyn, a tytułu mistrzowskiego broniła reprezentacja Rosji (pod szyldem ROC).
W finale, podobnie jak cztery lata temu, zmierzyły się Francuzki i Rosjanki, jednak tym razem lepsze były – powtarzając sukces mężczyzn z poprzedniego dnia – Francuzki, brąz zdobyła zaś Norwegia po zwycięstwie nad Szwecją. Drugi turniej z rzędu najskuteczniejszą była Norweżka Nora Mørk. Po zakończonym turnieju IHF opublikowała statystyki indywidualne i drużynowe, dołączając także listę najszybszych rzutów.

## System rozgrywek
Ramowy harmonogram gier zaplanowanych na okres 26 lipca – 9 sierpnia 2020 roku turniejów został opublikowany w połowie września 2018 roku, zaś szczegółowy w czerwcu 2019 roku. Pod koniec marca 2020 roku Międzynarodowy Komitet Olimpijski podjął decyzję o przełożeniu, a następnie podał nowe daty rozegrania igrzysk – dokładnie rok później od oryginalnego terminu. Dwanaście uczestniczących reprezentacji zostało podzielonych na dwie sześciozespołowe grupy rywalizujące w pierwszej fazie systemem kołowym, a cztery najlepsze zespoły z każdej grupy uzyskały awans do ćwierćfinałów. Harmonogram meczów został opublikowany tuż po losowaniu grup, a potwierdzony miesiąc później. Godziny rozpoczęcia poszczególnych meczów fazy pucharowej były ogłaszane po zakończeniu wcześniejszej fazy.

## Uczestnicy
| Kwalifikacja                        | Data                              | Gospodarz  | Miejsca | Zakwalifikowane                   |
| ----------------------------------- | --------------------------------- | ---------- | ------- | --------------------------------- |
| Gospodynie                          | –                                 | –          | 1       | Japonia                           |
| Mistrzostwa Europy                  | 29 listopada – 16 grudnia 2018    | Francja    | 1       | Francja                           |
| Igrzyska Panamerykańskie            | 24–30 lipca 2019                  | Peru       | 1       | Brazylia                          |
| Azjatycki turniej kwalifikacyjny    | 23–29 września 2019               | Chiny      | 1       | Korea Południowa                  |
| Afrykański turniej kwalifikacyjny   | 26–29 września 2019               | Senegal    | 1       | Angola                            |
| Mistrzostwa świata                  | 29 listopada – 15 grudnia 2019    | Japonia    | 1       | Holandia                          |
| I Światowy Turniej Kwalifikacyjny   | 20–22 marca 2020 19–21 marca 2021 | Hiszpania  | 2       | Hiszpania Szwecja                 |
| II Światowy Turniej Kwalifikacyjny  | 20–22 marca 2020 19–21 marca 2021 | Węgry      | 2       | Węgry Rosyjski Komitet Olimpijski |
| III Światowy Turniej Kwalifikacyjny | 20–22 marca 2020 19–21 marca 2021 | Czarnogóra | 2       | Czarnogóra Norwegia               |
| Razem                               |                                   |            | 12      |                                   |

Przedturniejowe charakterystyki zespołów.

## Losowanie grup
Losowanie grup turnieju olimpijskiego zostało zaplanowane na 1 kwietnia 2021 roku w Bazylei, a przed nim Międzynarodowa Federacja Piłki Ręcznej dokonała podziału na koszyki. W jego wyniku powstały dwie sześciozespołowe grupy.

### Koszyki
| Koszyk 1           | Koszyk 2                               | Koszyk 3       | Koszyk 4        | Koszyk 5                 | Koszyk 6        |
| ------------------ | -------------------------------------- | -------------- | --------------- | ------------------------ | --------------- |
| Hiszpania Holandia | Rosyjski Komitet Olimpijski Czarnogóra | Norwegia Węgry | Szwecja Japonia | Francja Korea Południowa | Angola Brazylia |

### Grupy
| Grupa A          |
| ---------------- |
| Angola           |
| Korea Południowa |
| Norwegia         |
| Czarnogóra       |
| Holandia         |
| Japonia          |

| Grupa B                     |
| --------------------------- |
| Brazylia                    |
| Francja                     |
| Węgry                       |
| Rosyjski Komitet Olimpijski |
| Hiszpania                   |
| Szwecja                     |

## Faza grupowa

### Grupa A
| 25 lipca 202109:00 | Holandia | 32:21(18:10) | Japonia | Yoyogi National Gymnasium, Tokio Sędzia: García, Paolantoni |
| 25 lipca 202109:00 |          | 32:21(18:10) |         | Yoyogi National Gymnasium, Tokio Sędzia: García, Paolantoni |

| 25 lipca 202114:15 | Czarnogóra | 33:22(13:12) | Angola | Yoyogi National Gymnasium, Tokio Sędzia: Alpaidze, Berezkina |
| 25 lipca 202114:15 |            | 33:22(13:12) |        | Yoyogi National Gymnasium, Tokio Sędzia: Alpaidze, Berezkina |

| 25 lipca 202116:15 | Norwegia | 39:27(18:10) | Korea Południowa | Yoyogi National Gymnasium, Tokio Sędzia: Bonaventura, Bonaventura |
| 25 lipca 202116:15 |          | 39:27(18:10) |                  | Yoyogi National Gymnasium, Tokio Sędzia: Bonaventura, Bonaventura |

| 27 lipca 202109:00 | Japonia | 29:26(14:13) | Czarnogóra | Yoyogi National Gymnasium, Tokio Sędzia: Alpaidze, Berezkina |
| 27 lipca 202109:00 |         | 29:26(14:13) |            | Yoyogi National Gymnasium, Tokio Sędzia: Alpaidze, Berezkina |

| 27 lipca 202116:15 | Korea Południowa | 36:43(15:19) | Holandia | Yoyogi National Gymnasium, Tokio Sędzia: Lah, Sok |
| 27 lipca 202116:15 |                  | 36:43(15:19) |          | Yoyogi National Gymnasium, Tokio Sędzia: Lah, Sok |

| 27 lipca 202119:30 | Angola | 21:30(10:15) | Norwegia | Yoyogi National Gymnasium, Tokio Sędzia: García, Paolantoni |
| 27 lipca 202119:30 |        | 21:30(10:15) |          | Yoyogi National Gymnasium, Tokio Sędzia: García, Paolantoni |

| 29 lipca 202109:00 | Holandia | 37:28(17:15) | Angola | Yoyogi National Gymnasium, Tokio Sędzia: El-Saied, El-Saied |
| 29 lipca 202109:00 |          | 37:28(17:15) |        | Yoyogi National Gymnasium, Tokio Sędzia: El-Saied, El-Saied |

| 29 lipca 202114:15 | Japonia | 24:27(11:12) | Korea Południowa | Yoyogi National Gymnasium, Tokio Sędzia: Kurtagic, Wetterwik |
| 29 lipca 202114:15 |         | 24:27(11:12) |                  | Yoyogi National Gymnasium, Tokio Sędzia: Kurtagic, Wetterwik |

| 29 lipca 202116:15 | Czarnogóra | 23:35(13:13) | Norwegia | Yoyogi National Gymnasium, Tokio Sędzia: Bonaventura, Bonaventura |
| 29 lipca 202116:15 |            | 23:35(13:13) |          | Yoyogi National Gymnasium, Tokio Sędzia: Bonaventura, Bonaventura |

| 31 lipca 202109:00 | Angola | 28:25(15:13) | Japonia | Yoyogi National Gymnasium, Tokio Sędzia: García, Paolantoni |
| 31 lipca 202109:00 |        | 28:25(15:13) |         | Yoyogi National Gymnasium, Tokio Sędzia: García, Paolantoni |

| 31 lipca 202111:00 | Czarnogóra | 28:26(13:11) | Korea Południowa | Yoyogi National Gymnasium, Tokio Sędzia: El-Saied, El-Saied |
| 31 lipca 202111:00 |            | 28:26(13:11) |                  | Yoyogi National Gymnasium, Tokio Sędzia: El-Saied, El-Saied |

| 31 lipca 202121:30 | Norwegia | 29:27(16:13) | Holandia | Yoyogi National Gymnasium, Tokio Sędzia: Alpaidze, Berezkina |
| 31 lipca 202121:30 |          | 29:27(16:13) |          | Yoyogi National Gymnasium, Tokio Sędzia: Alpaidze, Berezkina |

| 2 sierpnia 202109:00 | Korea Południowa | 31:31(16:17) | Angola | Yoyogi National Gymnasium, Tokio Sędzia: Bonaventura, Bonaventura |
| 2 sierpnia 202109:00 |                  | 31:31(16:17) |        | Yoyogi National Gymnasium, Tokio Sędzia: Bonaventura, Bonaventura |

| 2 sierpnia 202119:30 | Holandia | 30:29(17:12) | Czarnogóra | Yoyogi National Gymnasium, Tokio Sędzia: Fonseca, Santos |
| 2 sierpnia 202119:30 |          | 30:29(17:12) |            | Yoyogi National Gymnasium, Tokio Sędzia: Fonseca, Santos |

| 2 sierpnia 202121:30 | Norwegia | 37:25(16:11) | Japonia | Yoyogi National Gymnasium, Tokio Sędzia: El-Saied, El-Saied |
| 2 sierpnia 202121:30 |          | 37:25(16:11) |         | Yoyogi National Gymnasium, Tokio Sędzia: El-Saied, El-Saied |

### Grupa B
| 25 lipca 202111:00 | Rosyjski Komitet Olimpijski | 24:24(14:12) | Brazylia | Yoyogi National Gymnasium, Tokio Sędzia: Fonseca, Santos |
| 25 lipca 202111:00 |                             | 24:24(14:12) |          | Yoyogi National Gymnasium, Tokio Sędzia: Fonseca, Santos |

| 25 lipca 202119:30 | Hiszpania | 24:31(9:13) | Szwecja | Yoyogi National Gymnasium, Tokio Sędzia: Koo, Lee |
| 25 lipca 202119:30 |           | 24:31(9:13) |         | Yoyogi National Gymnasium, Tokio Sędzia: Koo, Lee |

| 25 lipca 202121:30 | Węgry | 29:30(12:15) | Francja | Yoyogi National Gymnasium, Tokio Sędzia: Hansen, Madsen |
| 25 lipca 202121:30 |       | 29:30(12:15) |         | Yoyogi National Gymnasium, Tokio Sędzia: Hansen, Madsen |

| 27 lipca 202111:00 | Brazylia | 33:27(17:11) | Węgry | Yoyogi National Gymnasium, Tokio Sędzia: Koo, Lee |
| 27 lipca 202111:00 |          | 33:27(17:11) |       | Yoyogi National Gymnasium, Tokio Sędzia: Koo, Lee |

| 27 lipca 202114:15 | Szwecja | 36:24(15:9) | Rosyjski Komitet Olimpijski | Yoyogi National Gymnasium, Tokio Sędzia: El-Saied, El-Saied |
| 27 lipca 202114:15 |         | 36:24(15:9) |                             | Yoyogi National Gymnasium, Tokio Sędzia: El-Saied, El-Saied |

| 27 lipca 202121:30 | Francja | 25:28(12:12) | Hiszpania | Yoyogi National Gymnasium, Tokio Sędzia: Brunner, Salah |
| 27 lipca 202121:30 |         | 25:28(12:12) |           | Yoyogi National Gymnasium, Tokio Sędzia: Brunner, Salah |

| 29 lipca 202111:00 | Hiszpania | 27:23(13:13) | Brazylia | Yoyogi National Gymnasium, Tokio Sędzia: Hansen, Madsen |
| 29 lipca 202111:00 |           | 27:23(13:13) |          | Yoyogi National Gymnasium, Tokio Sędzia: Hansen, Madsen |

| 29 lipca 202119:30 | Węgry | 31:38(17:22) | Rosyjski Komitet Olimpijski | Yoyogi National Gymnasium, Tokio Sędzia: Brunner, Salah |
| 29 lipca 202119:30 |       | 31:38(17:22) |                             | Yoyogi National Gymnasium, Tokio Sędzia: Brunner, Salah |

| 29 lipca 202121:30 | Szwecja | 28:28(16:17) | Francja | Yoyogi National Gymnasium, Tokio Sędzia: Fonseca, Santos |
| 29 lipca 202121:30 |         | 28:28(16:17) |         | Yoyogi National Gymnasium, Tokio Sędzia: Fonseca, Santos |

| 31 lipca 202114:15 | Rosyjski Komitet Olimpijski | 28:27(15:17) | Francja | Yoyogi National Gymnasium, Tokio Sędzia: Hansen, Madsen |
| 31 lipca 202114:15 |                             | 28:27(15:17) |         | Yoyogi National Gymnasium, Tokio Sędzia: Hansen, Madsen |

| 31 lipca 202116:15 | Brazylia | 31:34(13:15) | Szwecja | Yoyogi National Gymnasium, Tokio Sędzia: Koo, Lee |
| 31 lipca 202116:15 |          | 31:34(13:15) |         | Yoyogi National Gymnasium, Tokio Sędzia: Koo, Lee |

| 31 lipca 202119:30 | Węgry | 29:25(14:11) | Hiszpania | Yoyogi National Gymnasium, Tokio Sędzia: Fonseca, Santos |
| 31 lipca 202119:30 |       | 29:25(14:11) |           | Yoyogi National Gymnasium, Tokio Sędzia: Fonseca, Santos |

| 2 sierpnia 202111:00 | Francja | 29:22(17:11) | Brazylia | Yoyogi National Gymnasium, Tokio Sędzia: Lah, Sok |
| 2 sierpnia 202111:00 |         | 29:22(17:11) |          | Yoyogi National Gymnasium, Tokio Sędzia: Lah, Sok |

| 2 sierpnia 202114:15 | Hiszpania | 31:34(17:18) | Rosyjski Komitet Olimpijski | Yoyogi National Gymnasium, Tokio Sędzia: Hansen, Madsen |
| 2 sierpnia 202114:15 |           | 31:34(17:18) |                             | Yoyogi National Gymnasium, Tokio Sędzia: Hansen, Madsen |

| 2 sierpnia 202116:15 | Węgry | 26:23(15:15) | Szwecja | Yoyogi National Gymnasium, Tokio Sędzia: García, Paolantoni |
| 2 sierpnia 202116:15 |       | 26:23(15:15) |         | Yoyogi National Gymnasium, Tokio Sędzia: García, Paolantoni |

## Faza pucharowa
|  |                             |                             |                             |                             |    |                             |                             |                 |                   |                   |                   |       |       |
|  | Ćwierćfinały                | Ćwierćfinały                | Ćwierćfinały                |                             |    | Półfinały                   | Półfinały                   | Półfinały       |                   |                   | Finał             | Finał | Finał |
|  | Ćwierćfinały                | Ćwierćfinały                | Ćwierćfinały                |                             |    | Półfinały                   | Półfinały                   | Półfinały       |                   |                   | Finał             | Finał | Finał |
|  | 4 sierpnia 2021             |                             |                             |                             |    |                             |                             |                 |                   |                   |                   |       |       |
|  |                             |                             |                             |                             |    |                             |                             |                 |                   |                   |                   |       |       |
|  | Norwegia                    | Norwegia                    | 26                          |                             |    |                             |                             |                 |                   |                   |                   |       |       |
|  | Norwegia                    | Norwegia                    | 26                          | 6 sierpnia 2021             |    |                             |                             |                 |                   |                   |                   |       |       |
|  | Węgry                       | Węgry                       | 22                          |                             |    |                             |                             |                 |                   |                   |                   |       |       |
|  | Węgry                       | Węgry                       | 22                          |                             |    | Norwegia                    | Norwegia                    | 26              |                   |                   |                   |       |       |
|  | 4 sierpnia 2021             |                             |                             |                             |    | Norwegia                    | Norwegia                    | 26              |                   |                   |                   |       |       |
|  |                             |                             | Rosyjski Komitet Olimpijski | Rosyjski Komitet Olimpijski | 27 |                             |                             |                 |                   |                   |                   |       |       |
|  | Czarnogóra                  | Czarnogóra                  | Rosyjski Komitet Olimpijski | Rosyjski Komitet Olimpijski | 27 | 26                          |                             |                 |                   |                   |                   |       |       |
|  | Czarnogóra                  | Czarnogóra                  |                             |                             |    | 26                          | 8 sierpnia 2021             |                 |                   |                   |                   |       |       |
|  | Rosyjski Komitet Olimpijski | Rosyjski Komitet Olimpijski | 32                          |                             |    |                             |                             |                 |                   |                   |                   |       |       |
|  | Rosyjski Komitet Olimpijski | Rosyjski Komitet Olimpijski | 32                          |                             |    | Rosyjski Komitet Olimpijski | Rosyjski Komitet Olimpijski | 25              |                   |                   |                   |       |       |
|  | 4 sierpnia 2021             |                             |                             |                             |    | Rosyjski Komitet Olimpijski | Rosyjski Komitet Olimpijski | 25              |                   |                   |                   |       |       |
|  |                             |                             | Francja                     | Francja                     | 30 |                             |                             |                 |                   |                   |                   |       |       |
|  | Francja                     | Francja                     | Francja                     | Francja                     | 30 | 32                          |                             |                 |                   |                   |                   |       |       |
|  | Francja                     | Francja                     | 6 sierpnia 2021             |                             |    | 32                          |                             |                 |                   |                   |                   |       |       |
|  | Holandia                    | Holandia                    | 22                          |                             |    |                             |                             |                 |                   |                   |                   |       |       |
|  | Holandia                    | Holandia                    | 22                          |                             |    | Francja                     | Francja                     | 29              | Mecz o 3. miejsce | Mecz o 3. miejsce | Mecz o 3. miejsce |       |       |
|  | 4 sierpnia 2021             |                             |                             |                             |    | Francja                     | Francja                     | 29              | Mecz o 3. miejsce | Mecz o 3. miejsce | Mecz o 3. miejsce |       |       |
|  |                             |                             | Szwecja                     | Szwecja                     | 27 |                             |                             | 8 sierpnia 2021 | 8 sierpnia 2021   | 8 sierpnia 2021   |                   |       |       |
|  | Szwecja                     | Szwecja                     | Szwecja                     | Szwecja                     | 27 | 39                          |                             | 8 sierpnia 2021 | 8 sierpnia 2021   | 8 sierpnia 2021   |                   |       |       |
|  | Szwecja                     | Szwecja                     |                             |                             |    |                             |                             | Norwegia        | Norwegia          | 36                |                   |       |       |
|  | Korea Południowa            | Korea Południowa            | 30                          |                             |    |                             |                             |                 | Norwegia          | 36                |                   |       |       |
|  | Korea Południowa            | Korea Południowa            | 30                          |                             |    |                             |                             | Szwecja         | Szwecja           | 19                |                   |       |       |
|  |                             |                             |                             |                             |    |                             |                             |                 | Szwecja           | 19                |                   |       |       |

| 4 sierpnia 202109:30 | Czarnogóra | 26:32(15:17) | Rosyjski Komitet Olimpijski | Yoyogi National Gymnasium, Tokio Sędzia: Kurtagic, Wetterwik |
| 4 sierpnia 202109:30 |            | 26:32(15:17) |                             | Yoyogi National Gymnasium, Tokio Sędzia: Kurtagic, Wetterwik |

| 4 sierpnia 202113:15 | Norwegia | 26:22(12:10) | Węgry | Yoyogi National Gymnasium, Tokio Sędzia: Bonaventura, Bonaventura |
| 4 sierpnia 202113:15 |          | 26:22(12:10) |       | Yoyogi National Gymnasium, Tokio Sędzia: Bonaventura, Bonaventura |

| 4 sierpnia 202117:00 | Szwecja | 39:30(21:13) | Korea Południowa | Yoyogi National Gymnasium, Tokio Sędzia: Alpaidze, Berezkina |
| 4 sierpnia 202117:00 |         | 39:30(21:13) |                  | Yoyogi National Gymnasium, Tokio Sędzia: Alpaidze, Berezkina |

| 4 sierpnia 202120:45 | Francja | 32:22(19:11) | Holandia | Yoyogi National Gymnasium, Tokio Sędzia: Hansen, Madsen |
| 4 sierpnia 202120:45 |         | 32:22(19:11) |          | Yoyogi National Gymnasium, Tokio Sędzia: Hansen, Madsen |

| 6 sierpnia 202117:00 | Francja | 29:27(15:14) | Szwecja | Yoyogi National Gymnasium, Tokio Sędzia: Lah, Sok |
| 6 sierpnia 202117:00 |         | 29:27(15:14) |         | Yoyogi National Gymnasium, Tokio Sędzia: Lah, Sok |

| 6 sierpnia 202121:00 | Norwegia | 26:27(11:14) | Rosyjski Komitet Olimpijski | Yoyogi National Gymnasium, Tokio Sędzia: Bonaventura, Bonaventura |
| 6 sierpnia 202121:00 |          | 26:27(11:14) |                             | Yoyogi National Gymnasium, Tokio Sędzia: Bonaventura, Bonaventura |

| 8 sierpnia 202111:00 | Norwegia | 36:19(19:7) | Szwecja | Yoyogi National Gymnasium, Tokio Sędzia: Alpaidze, Berezkina |
| 8 sierpnia 202111:00 |          | 36:19(19:7) |         | Yoyogi National Gymnasium, Tokio Sędzia: Alpaidze, Berezkina |

| 8 sierpnia 202115:00 | Rosyjski Komitet Olimpijski | 25:30(13:15) | Francja | Yoyogi National Gymnasium, Tokio Sędzia: Lah, Sok |
| 8 sierpnia 202115:00 |                             | 25:30(13:15) |         | Yoyogi National Gymnasium, Tokio Sędzia: Lah, Sok |

## Klasyfikacja końcowa
| Miejsce | Reprezentacja               |
| ------- | --------------------------- |
| złoto   | Francja                     |
| srebro  | Rosyjski Komitet Olimpijski |
| brąz    | Norwegia                    |
| 4.      | Szwecja                     |
| 5.      | Holandia                    |
| 6.      | Czarnogóra                  |
| 7.      | Węgry                       |
| 8.      | Korea Południowa            |
| 9.      | Hiszpania                   |
| 10.     | Angola                      |
| 11.     | Brazylia                    |
| 12.     | Japonia                     |

## Nagrody indywidualne
Nagrody indywidualne otrzymały:
| MVP              | Najlepsza bramkarka | Najlepsza lewoskrzydłowa | Najlepsza lewa rozgrywająca | Najlepsza środkowa rozgrywająca | Najlepsza prawa rozgrywająca | Najlepsza prawoskrzydłowa | Najlepsza obrotowa |
| ---------------- | ------------------- | ------------------------ | --------------------------- | ------------------------------- | ---------------------------- | ------------------------- | ------------------ |
| Anna Wiachiriewa | Katrine Lunde       | Polina Kuzniecowa        | Jamina Roberts              | Grâce Zaadi                     | Anna Wiachiriewa             | Laura Flippes             | Pauletta Foppa     |